# Meyrals
Meyrals település Franciaországban, Dordogne megyében. Lakosainak száma 710 fő (2022. január 1.). Meyrals Les Eyzies, Saint-André-d’Allas, Castels et Bézenac és Saint-Cyprien községekkel határos.

## Népesség
A település népességének változása:
| Lakosok száma | 434  | 385  | 417  | 519  | 588  | 621  | 641  | 660  | 677  | 710  |
|               | 1968 | 1982 | 1990 | 2006 | 2013 | 2015 | 2017 | 2019 | 2020 | 2022 |